# Vida prehistòrica

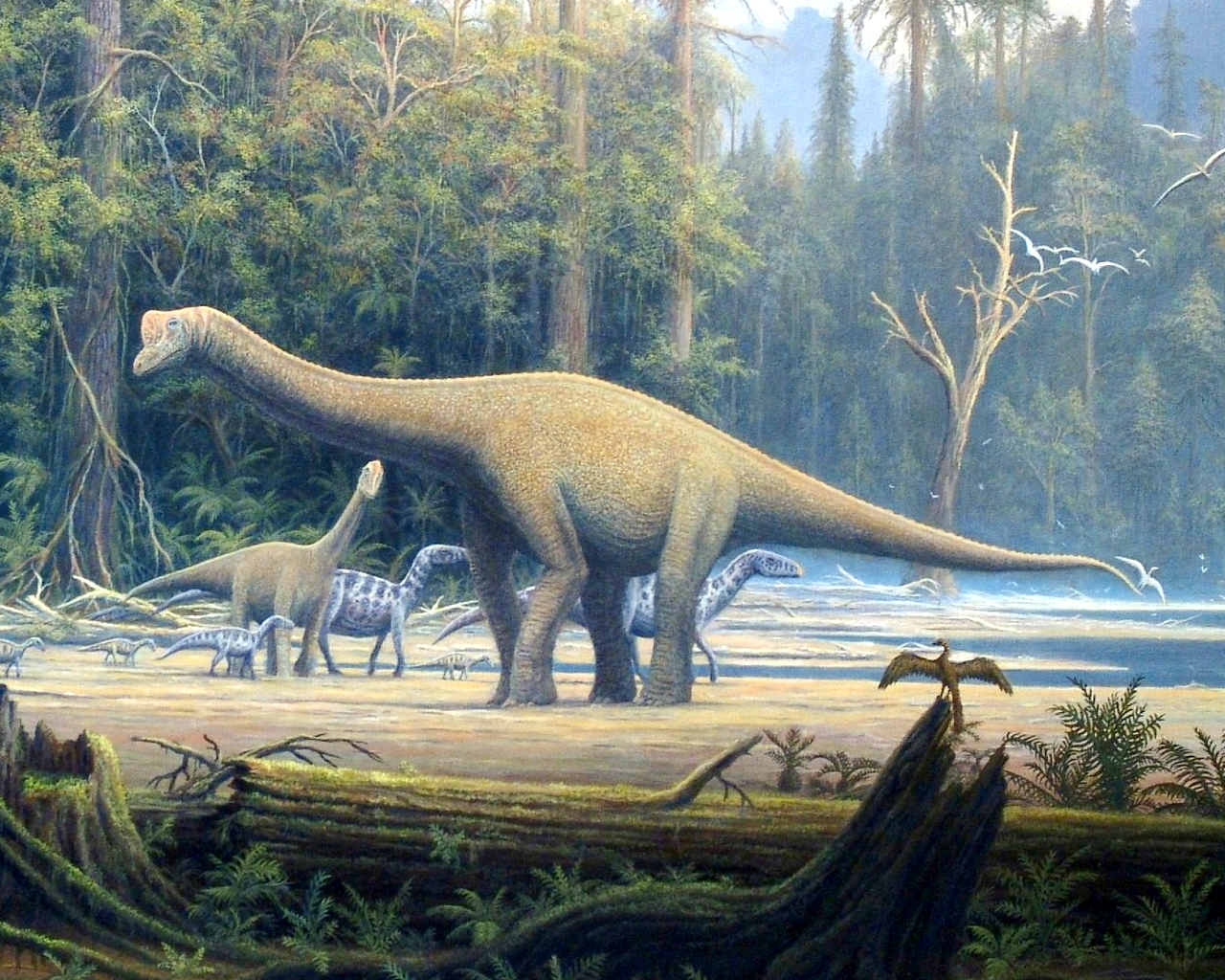
Dinosaures al seu hàbitat

La vida prehistòrica es refereix als organismes que han habitat la terra des de l'origen de la vida fa uns 3.800 milions d'anys fins a l'inici de l'època històrica (3500 aC) quan els humans començaren a tenir records escrits.
Durant el curs de l'evolució, noves formes de vida es desenvoluparen i moltes altres formes, com els dinosaures, es van extingir.
La vida prehistòrica evolucionà al llarg d'aquest temps des de simples cèl·lules bacterianes marines a algues i protozous i finalment a formes complexes multicel·lulars com fongs, plantes terrestres, cucs, mol·luscs, crustacis, insectes i vertebrats.
En terminis geològics, els éssers humans evolucionaren molt recentment, fa uns 4 milions d'anys.
Algunes poques espècies de vida prehistòrica, (com el celacant), encara existeixen avui tal com eren abans, fa desenes de milions d'anys, considerant-se autèntics fòssils vivents. Altres criatures, com els taurons, han canviat poc al llarg de milions d'anys.
Això no obstant, la majoria de formes vivents -més del 99 per cent- s'han extingit, i l'únic record seu que queda avui són empremtes de pedra, motlles, o altres fòssils.